# 查克·托德
查克·托德（英語：Chuck Todd，全名：查爾斯·大衛·托德，1972年4月8日—），是一位美國記者，亦是全國廣播公司（NBC）新聞訪談節目《與媒體見面》第十二代主持人。當主持之前，他曾擔任駐白宮記者。

## 生平
查克生於美國佛羅里達州南部城市邁阿密，父親全名斯蒂芬·蘭多夫·托德（Stephen Randolph Todd），母親洛伊絲·謝裡（Lois Cheri）是猶太人，查克自小被視作猶太人般撫養。他畢業於邁阿密基利安高中，1990至1994年間獲音樂獎學金，演奏法國號，並於喬治華盛頓大學升學，主修政治學，副修音樂，但他最後沒有畢業。